# Двингело
Двингело (нидерл. Dwingeloo) — община и город между Меппелом и Ассеном в провинции Нидерландов Дренте, часть муниципалитета Вестервелд.
Город имеет международную известность благодаря телескопу радиообсерватории Двингело (которая во время своего строительства в 1956 году стала самым большим радиотелескопом в мире), расположенному на краю пустоши, в 3 километрах к югу от деревни.
Двингело был отдельным муниципалитетом до 1998 года, после чего стал частью Вестервелда.
В Двингело проживает 2830 жителей (на 2008 год). Застроенная площадь — 0,95 km² — содержит 1175 жилых зданий (на 2008 год).